# Djinba
Djinba är ett australiskt språk som talades av 60 personer år 1989. Djinba talas i Nordterritoriet i Australien. Djinba tillhör de pama-nyunganska språken.